# (14320) 1978 UV7
(14320) 1978 UV7 est un astéroïde de la ceinture principale, découvert le 27 octobre 1978 par l'astronome américaine C. Michelle Olmstead.